# Towarzystwo Południowe
Zasugerowano, aby zintegrować ten artykuł z artykułem Związek Południowy. Nie opisano powodu propozycji integracji.
Towarzystwo Południowe – tajna rewolucyjna organizacja dekabrystów, działająca w Imperium Rosyjskim na terenie Ukrainy, utworzona w marcu 1821 przez członków tulczyńskiego koła dawnego “Związku Ocalenia” (Paweł Pestel, O. Jusznewśkyj, O. Baratynśkyj i inni), którzy weszli w skład tzw. Dumy Towarzystwa. Niedługo później członkami stowarzyszenia zostali bracia Siergiej і Nikita Murawjow-Apostoł, Michaił Bestużew-Riumin i inni oficerowie 1. i 2. Armii, kwaterujących na Ukrainie.
Większość dekabrystów służyła w okresie powstania w wojsku lub miała przeszłość wojskową. Brali udział w wojnie obronnej z Napoleonem. Część z nich służyła w zachodniej Europie, m.in. stacjonowała w okupowanej Francji. Doświadczenia te i poczynione obserwacje miały wpływ na poglądy i program dekabrystów. Wśród uczestników ruchu było wielu masonów. Pierwsze tajne organizacje powstały w 1816 (Związek Ocalenia) i 1818 (Związek Dobra Publicznego). Spory dotyczące ustroju przyszłej Rosji i różnice w poglądach społecznych doprowadziły do rozłamów i osłabienia działalności. Na zjeździe w lutym 1821 Związek Dobra Publicznego został rozwiązany. Część jego członków nie uznała likwidacji i wkrótce powstały w jego miejsce dwie oddzielne tajne organizacje: Towarzystwo Północne i Towarzystwo Południowe w 1821. Niezależnie od nich na Wołyniu i Kijowszczyźnie powstało Stowarzyszenie Zjednoczonych Słowian w 1823, które w 1825 połączyło się z Towarzystwem Południowym. 
Zjazd w 1822 potwierdził utworzenie Towarzystwa. Na Zjeździe w 1823 uchwalono podział organizacji na 3 filie: tulczyńską na czele z Pawłem Pestelem (później O. Baratynśkim), kamiańską na czele z W. Dawidowem i S. Wołkońskim, i wasylkiwską na czele z Sergiejem Murawijowem-Apostołem i Michaiłem Bestużewem-Riuminem. 
Uczestnicy Zjazdu w 1824 przedyskutowali i uchwalili program Towarzystwa - „Ruską prawdę”, napisaną przez Pawła Pestela. Na zjeździe w 1825 omawiano możliwości wywołania powstania przeciw caratowi. Przywódcy Towarzystwa Południowego planowali zjednoczenie z Towarzystwem Północnym dekabrystów. Wiosną 1824 Paweł Pestel prowadził rozmowy w Petersburgu z kierownictwem Towarzystwa Północnego, ale nie udało mu się doprowadzić do zjednoczenia na bazie “Ruskiej Prawdy”, chociaż członkowie Towarzystwa Północnego gotowi byli przyjąć republikanizm, a Pestel – ideę parlamentarną zamiast dyktatury Rządu Tymczasowego. Postanowiono o wspólnych działaniach w razie wybuchu powstania, ustalono również, że w 1826 odbędzie się zjazd zjednoczeniowy obu organizacji. W latach 1823–25 prowadzono również rozmowy z polskim Towarzystwem Patriotycznym o możliwości wspólnej walki przeciw caratowi. We wrześniu 1825 w skład Towarzystwa Południowego weszło Towarzystwo Zjednoczonych Słowian.
Powstanie dekabrystów, zaplanowane na lato 1826, zostało przyśpieszone przez śmierć cara Aleksandra I. Zagrożenie odkryciem spisku zmusiło kierujących Towarzystwem Południowym do przeniesienia daty wybuchu powstania na 13 stycznia 1826. Po aresztowaniu 25 grudnia 1825 Pawła Pestela, a później i О. Juszniewskiego, porażki powstania 26 grudnia 1825 w Petersburgu i likwidacji powstania pułku czernihowskiego 15 stycznia 1826 Towarzystwo zostało całkowicie rozbite.